# Rattanai Songsangchan
Rattanai Songsangchan (tiếng Thái: รัตนัย ส่องแสงจันทร์, sinh ngày 10 tháng 6 năm 1995) là một cầu thủ bóng đá người Thái Lan thi đấu ở vị trí thủ môn cho câu lạc bộ Giải bóng đá Ngoại hạng Thái Lan Port.

## Sự nghiệp quốc tế
Năm 2016 Rattanai được chọn vào đội hình U-23 Thái Lan cho Giải vô địch bóng đá U-23 châu Á 2016 ở Qatar.

## Danh hiệu

### Câu lạc bộ
Thai Airways-Look Isan
- Regional League Eastern Division (1): 2013